# Коефіцієнт автономії
Коефіціє́нт автоно́мії (фінансової незалежності) — показує, яку частину у загальних вкладеннях у підприємство складає власний капітал. Він характеризує фінансову незалежність підприємства від зовнішніх джерел фінансування його діяльності. Оптимальне значення більше 0,5[джерело не вказане 1929 днів].

## Розрахунок
Розраховується як відношення власного капіталу до підсумку балансу.
{\displaystyle \mathrm {K(avt)} =\left({\frac {\mathrm {Sh.equity} }{\mathrm {Balance} }}\right)},
де Sh.equity — власний капітал (рядок 380, балансу), Balance — баланс (рядок 640 балансу)